# IX Premis de Cinematografia de la Generalitat de Catalunya
Els IX Premis de Cinematografia de la Generalitat de Catalunya foren convocats pel Departament de Cultura de la Generalitat de Catalunya el 1991. Aquests premis tenien la doble missió d'estimular la quantitat i abonar la normalització lingüística, a part dels ajuts institucionals que rebien totes les pel·lícules fetes per productores de cinema catalanes. Es van concedir un total de 10 premis amb dotació econòmica, per 11.750.000 pessetes, i dos extraordinaris
sense dotació econòmica. A més, es concediren conjuntament els Premis de Videografia de la Generalitat per tal de fomentar la producció videogràfica en català, amb un total de 4 premis dotats amb 3.000.000 pessetes.
La cerimònia d'entrega dels premis va tenir lloc el 28 de gener de 1991 a l'Hotel Hilton Barcelona. Fou presentada per Mari Pau Huguet i Àlex Gorina amb la presència del conseller de cultura Joan Guitart i el director general de Promoció Cultural Jaume Serrats.

## Guardons

### Cinematografia
| Categoria | Premiat                                                        | Premi          |
| --- | -------------------------------------------------------------- | -------------- |
| Premi al millor llargmetratge                                                                                | Boom boom de Rosa Vergés i Coma                                | 5.000.000 ptes |
| Premi al millor curtmetratge                                                                                 | Freebel de Jaume Domènech                                      | 1.000.000 pts  |
| Premi a la distribuïdora que més ha contribuït a la difusió del cinema en català                             | CB Films SA                                                    | 1.000.000 pts  |
| Premi a la millor sala exhibidora de Catalunya que més ha contribuït a la promoció del cinema en català      | Bogart Multicines (Francesc Olivella i Ferrari)                | 1.000.000 pts  |
| Premi al millor director                                                                                     | Rosa Vergés i Coma per Boom boom                               | 500.000 pts    |
| Premi al millor tècnic                                                                                       | Paco Poch per Innisfree                                        | 500.000 pts    |
| Premi al millor tècnic                                                                                       | Gerard Gormezano i Monllor per Innisfree                       | 500.000 pts    |
| Premi al millor tècnic                                                                                       | Enrique Ventura per Despertaferro                              | 500.000 pts    |
| Premi al millor actor                                                                                        | Sergi Mateu per Boom boom i La teranyina                       | 500.000 pts    |
| Premi a la millor actriu                                                                                     | Carme Elias per El pont de Varsòvia                            | 500.000 pts    |
| Premi a la millor contribució personal o col·lectiva que incrementi el patrimoni cinematogràfic de Catalunya | Íxia Llibres                                                   | 500.000 pts    |
| Premi al cine-club que s'hagi destacat en la seva tasca de formació                                          | Cine Club Fritz Lang, de l'UAB                                 | 250.000 pts    |
| Premi extraordinari                                                                                          | Josep Riera (Cinematiratge Riera) Joan Herbera (Herbera Films) | -              |

### Videografia
| Categoria                                                       | Premiat                                                          | Premi          |
| --------------------------------------------------------------- | ---------------------------------------------------------------- | -------------- |
| Al productor del millor videograma en català de creació lliure  | Joan Pueyo per La família                                        | 1.000.000 ptes |
| Al productor del millor videograma en català creat per encàrrec | Pilar Sanz Casinos (Maru Basamon) per Tinc fam de tu             | 1.000.000 pts  |
| Millor realitzador                                              | Joan Simó Peñalva i Antoni Martí i Gich per El retorn de nèmesi? | 500.000 pts    |
| Millor treball tècnic o artístic                                | Julián Álvarez García per Frame o la roda de la fortuna          | 500.000 pts    |